# Klauskirche (Höhle)
Die Klauskirche ist eine Durchgangshöhle nahe Betzenstein im oberfränkischen Landkreis Bayreuth in Bayern.

## Lage
Die Höhle befindet sich am Klauskirchenberg etwa 500 Meter nordwestlich von Betzenstein. Durch die Klauskirche verläuft ein Wanderweg, der unmittelbar an der Nordseite der Höhle am Schwimmbad und Hochseilgarten in Betzenstein vorbeiführt.

## Beschreibung
Die tunnelartige Höhle hat eine Länge von etwa 37, eine Breite von bis zu 5 und eine Höhe von bis zu 7 Metern. Der Name Klauskirche beruht auf dem Klauskirchenberg, in dem die Höhle liegt. Dort soll sich früher die abgegangene St.-Nikolaus-Kapelle befunden haben.
Im Höhlenkataster Fränkische Alb (HFA) ist die Höhle als D 32 registriert und vom Bayerischen Landesamt für Umwelt als Geotop 472H004 ausgewiesen. Siehe hierzu auch die Liste der Geotope im Landkreis Bayreuth. Auf dem Areal befand sich ein mittelalterlicher Burgstall, der als Bodendenkmal (D-4-6334-0022) ausgewiesen ist.

## Entstehungsgeschichte
In der Zeit des süddeutschen Weißen Juras lag vor etwa 161 bis 150 Millionen Jahren ganz Süddeutschland im Bereich eines Flachmeeres. In dieser Zeit wurden wegen ständiger Absenkung der Kruste mächtige Gesteinsfolgen am Meeresgrund abgelagert. Die Jura-Sedimente bilden den größten Teil der in der Frankenalb auftretenden Gesteine und sind auch Grundmaterial der die Klauskirche umgebenden Felsen.
Durch Hebungen der europäischen Kontinentalplatte gegen Ende des Oberen Juras zog sich das Meer zurück und größere Flächen wurden zu Beginn der folgenden Kreidezeit zunächst Festland. Während dieser Zeit herrschte tropisches Klima und es kam zu einer intensiven Verwitterung der vorher entstandenen Kalk- und Dolomitgesteine. Durch diese Verkarstung entstand die Durchgangshöhle der Klauskirche. 
Im Tertiär erfolgte durch regionale Hebung ein erneuter Meeresrückgang sowie eine teilweise Freilegung der Juralandschaft.

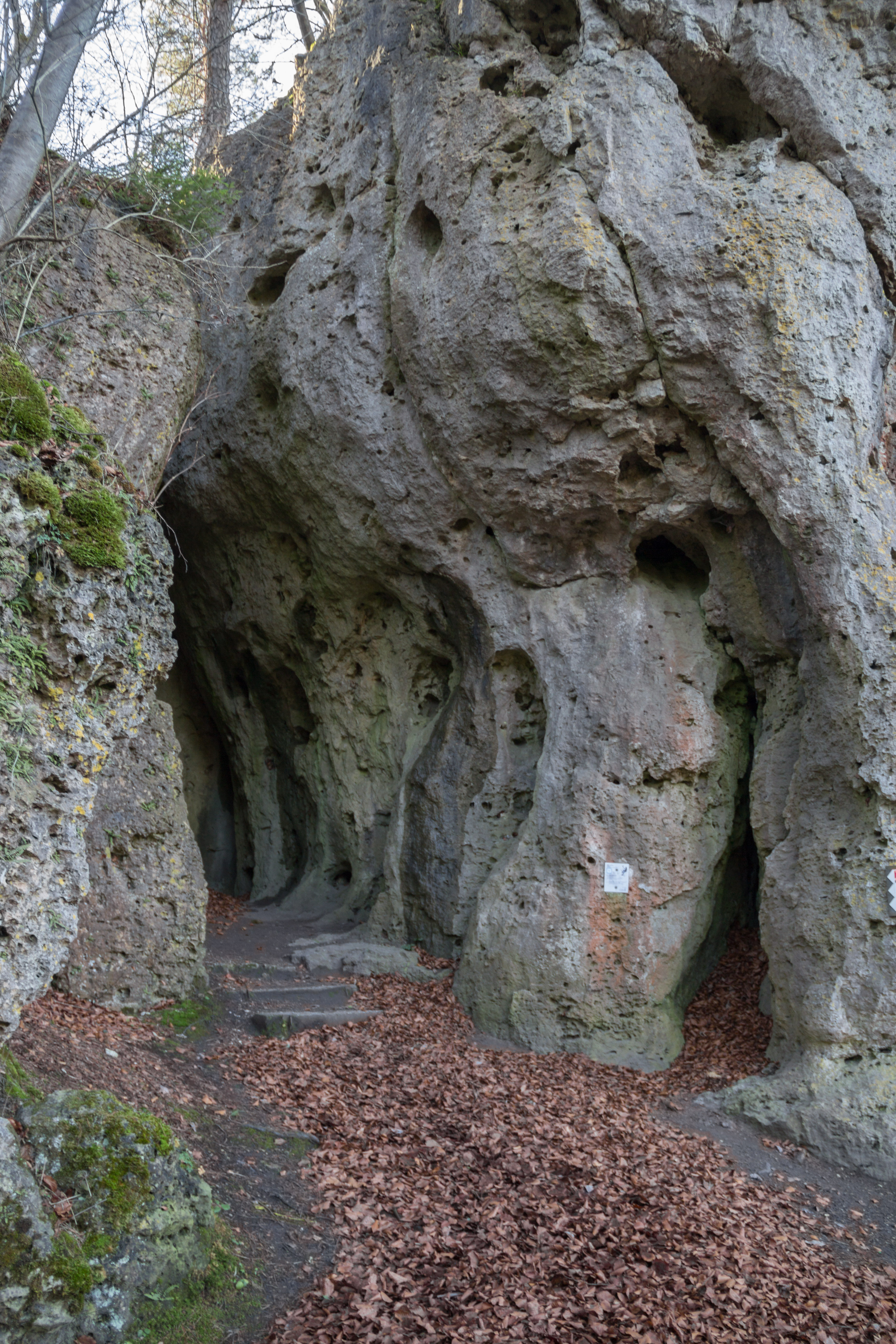
Nördlicher Eingang
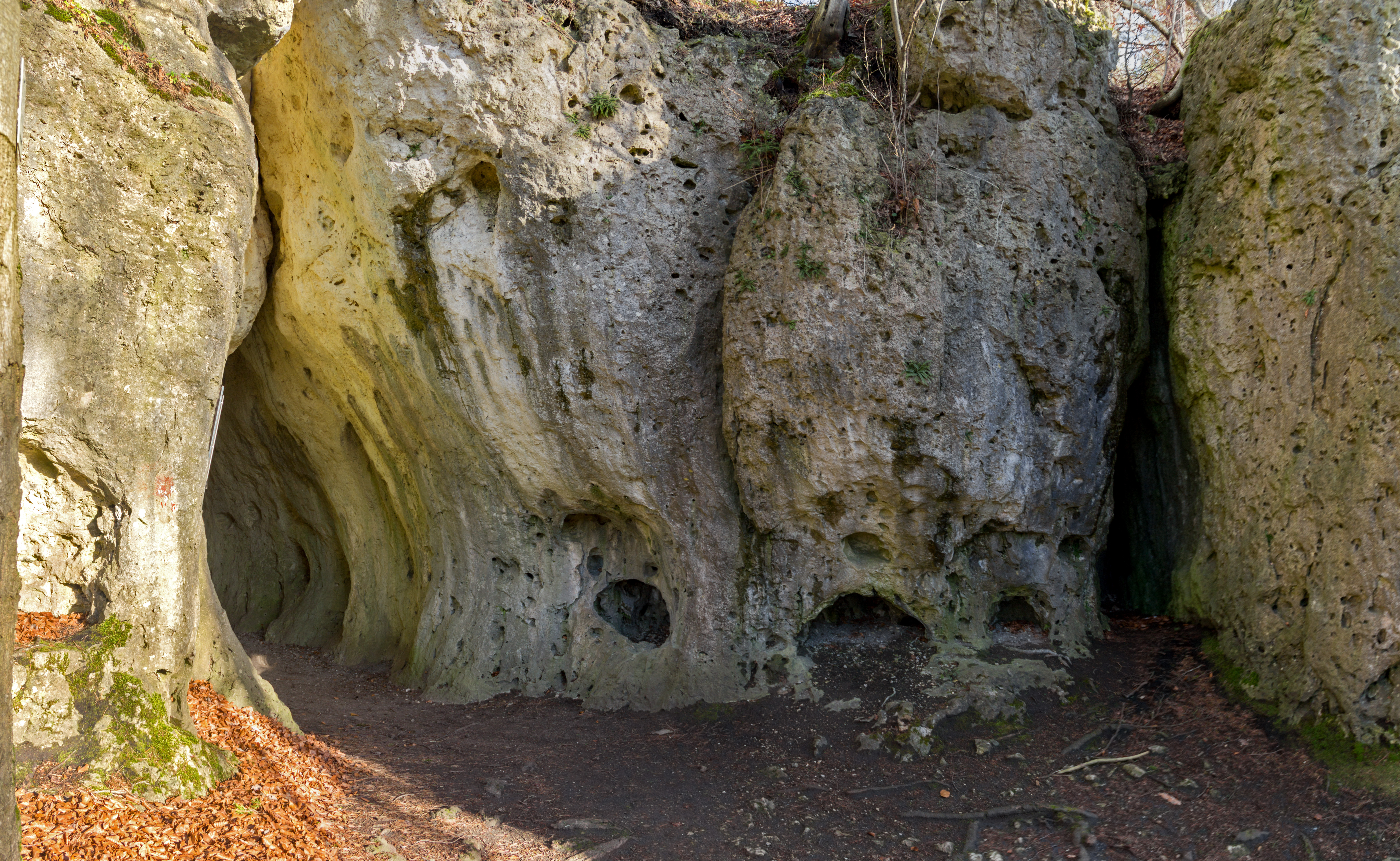
Südlicher Eingang
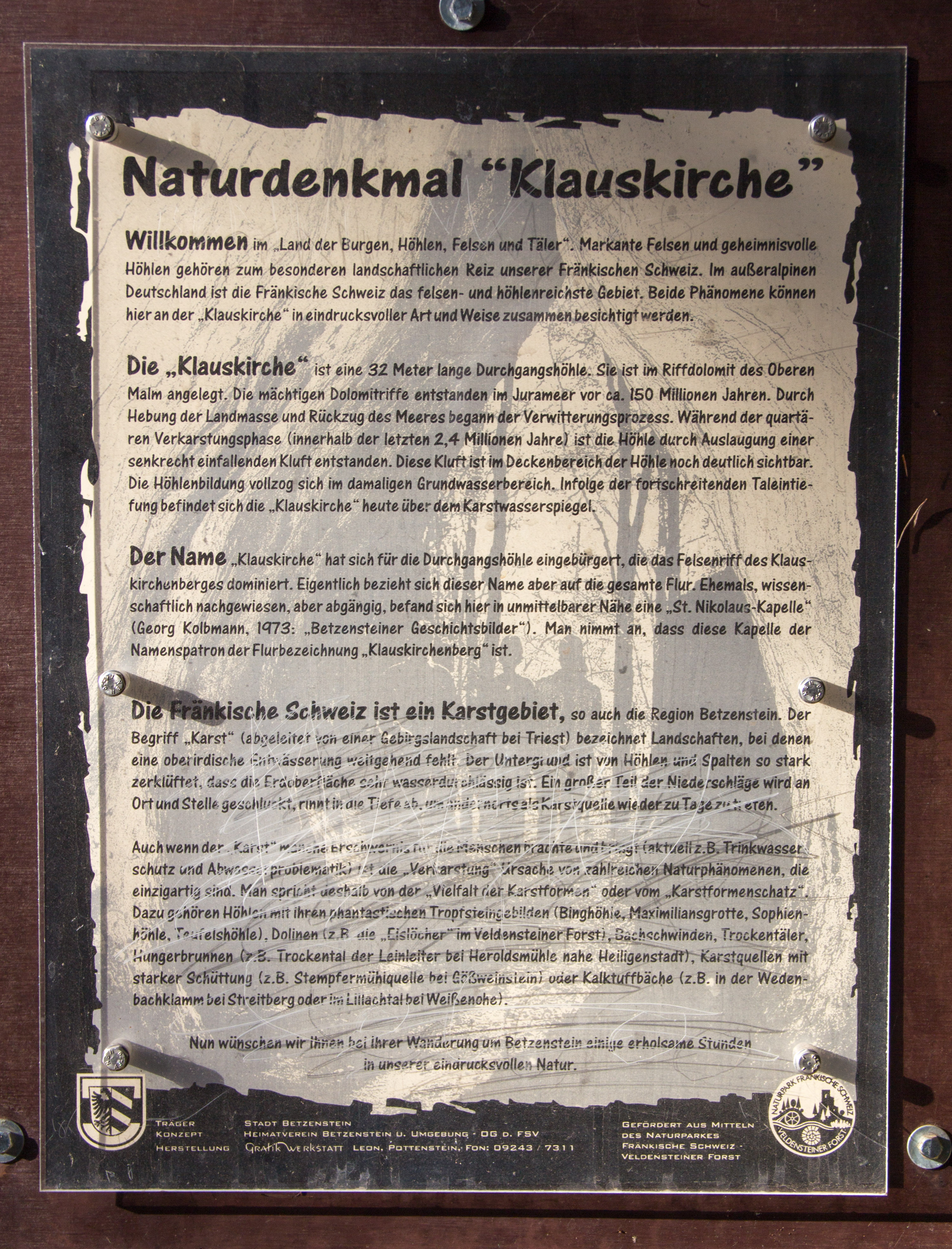
Infotafel